# Örkelljunga distrikt
Örkelljunga distrikt är ett distrikt i Örkelljunga kommun och Skåne län. 
Distriktet ligger i och omkring Örkelljunga.

## Tidigare administrativ tillhörighet
Distriktet inrättades 2016 och utgörs av socknen Örkelljunga i Örkelljunga kommun.
Området motsvarar den omfattning Örkelljunga församling hade 1999/2000.